# Brachypterodina
Brachypterodina là một chi bọ cánh cứng trong họ Chrysomelidae.
Chi này được Flowers miêu tả khoa học năm 2004.

## Các loài
Các loài trong chi này gồm:
- Brachypterodina gonzalezi Flowers, 2004
- Brachypterodina morae Flowers, 2004